# بروغن
بُروغَن، روستایی است از توابع بخش باشتین و در شهرستان داورزن استان خراسان رضوی ایران. 

## جمعیت
این روستا در دهستان مهر قرار داشته و بر اساس سرشماری سال ۱۳۸۵ جمعیت آن ۲۳۸ نفر (۶۶ خانوار)
بوده‌است.

## نقاط دیدنی
امامزاده علی بن زید ( سلطان سید علی )